# Trái tim định mệnh
Trái tim định mệnh (tiếng Tagalog: Dahil May Isang Ikaw) (lit. Because There is Only You) là phim truyền hình Philippines được phát sóng trên ABS-CBN với sự tham gia của Lorna Tolentino, Gabby Concepcion, Kristine Hermosa, Jericho Rosales, John Estrada, Chin Chin Gutierrez, Karylle và Sid Lucero. 

## Phân vai

### Vai chính
- Kristine Hermosa vai Angela "Ella" Alferos-Ramirez
- Jericho Rosales vai Miguel Ramirez
- Lorna Tolentino vai Tessa Ramirez
- Gabby Concepcion vai Jaime Alferos
- John Estrada vai Daniel Ramirez
- Chin-Chin Gutierrez vai Patricia Aragon-Alferos
- Karylle vai Denise Mae Alferos
- Sid Lucero vai Alfred "Red" Ramirez

### Vai phụ
- Chinggoy Alonzo vai Don Fernando Aragon
- Alicia Alonzo vai Donya Victoria Alferos
- Christian Vasquez vai Ed Aragon
- Angel Jacob  vai Jill Aragon
- Arron Villaflor vai Marco Aragon
- Lauren Young vai Rachel
- Maricar de Mesa vai Atty. Juliana Serrano
- Kitkat vai Stephanie "Stef" Miranda
- Peewee O'Hara vai Yaya Pining
- Minnie Aguilar as Vanessa Javier
- Kathleen Hermosa vai Charlie Sibal
- EJ Jallorina vai Ploniong
- Ina Feleo vai Nina
- Irene Pheobe Arevalo vai Farrah
- Railey Valeroso vai Paul Javier
- Josh Ivan Morales vai Mario
- Cynthia Reyes vai Nadia
- Val Iglesias vai Wilbert
- Efren Reyes, Jr. vai Guido
- Tanya Gomez vai Stella Cleofas Remulla
- Archie Adamos vai Cong. Eduardo Javier
- Lauren Novero vai Jess Garcia
- Jong Cuenco vai Nikos

## Giải thưởng

### PMPC Star Awards for Television 2010
| Năm  | Đề cử / Tác phẩm                        | Giải thưởng  | Kết quả |
| ---- | --------------------------------------- | ------------ | ------- |
| 2010 | Lorna Tolentino Chin-Chin Gutierrez     | Best Actress | Đề cử   |
| 2010 | John Estrada Sid Lucero Jericho Rosales | Best Actor   | Đề cử   |

### 34th Annual Guillermo Mendoza Awards
| Năm  | Đề cử / Tác phẩm     | Giải thưởng                                 | Kết quả |
| ---- | -------------------- | ------------------------------------------- | ------- |
| 2010 | Dahil May Isang Ikaw | Most Well Liked Primetime Television Series | Đề cử   |
| 2010 | Dahil May Isang Ikaw | Favorite Television Series Couple           | Đề cử   |

### International Emmy Award 2010
| Năm  | Đề cử / Tác phẩm     | Giải thưởng       | Kết quả |
| ---- | -------------------- | ----------------- | ------- |
| 2010 | Dahil May Isang Ikaw | Best Drama Series | Đề cử   |
| 2010 | Sid Lucero           | Best Actor        | Đề cử   |

### ASAP Pop Viewers Choice Awards 2010
| Năm  | Đề cử / Tác phẩm     | Giải thưởng             | Kết quả |
| ---- | -------------------- | ----------------------- | ------- |
| 2010 | Dahil May Isang Ikaw | POP TV Show of The Year | Đề cử   |

### 2011 New York Festivals TV & Film Award[2]
| Năm  | Đề cử / Tác phẩm     | Giải thưởng     | Kết quả  |
| ---- | -------------------- | --------------- | -------- |
| 2011 | Dahil May Isang Ikaw | Best Telenovela | Finalist |